# Agnapto
Agnapto fue un arquitecto griego mencionado por  Pausanias como constructor de una estoa en el Altis de Olimpia, conocido como Pórtico de Agnapto.
No se sabe en qué época vivió.